# Trabrennbahn Krieau

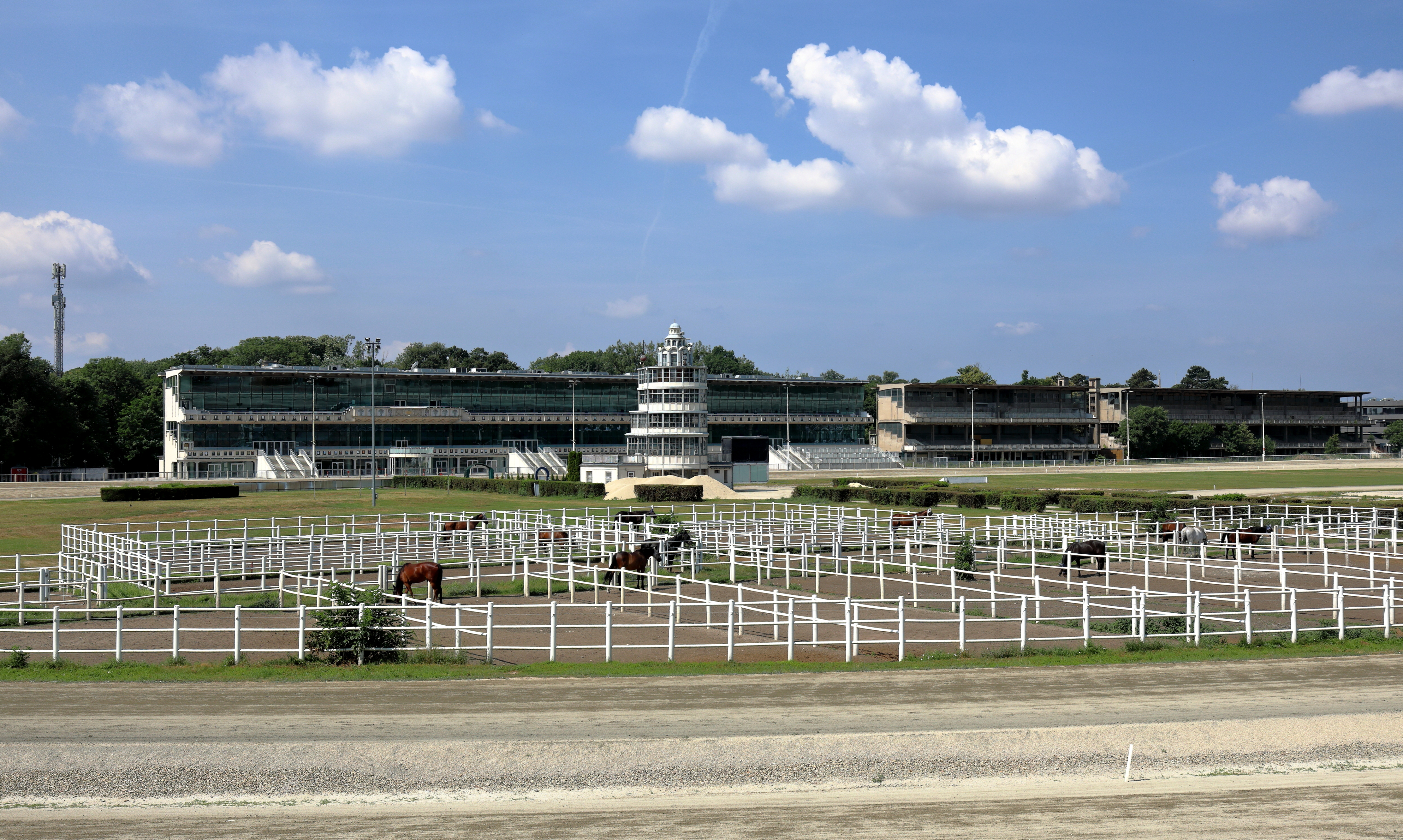
Trabrennbahn Krieau, Richtung Tribüne

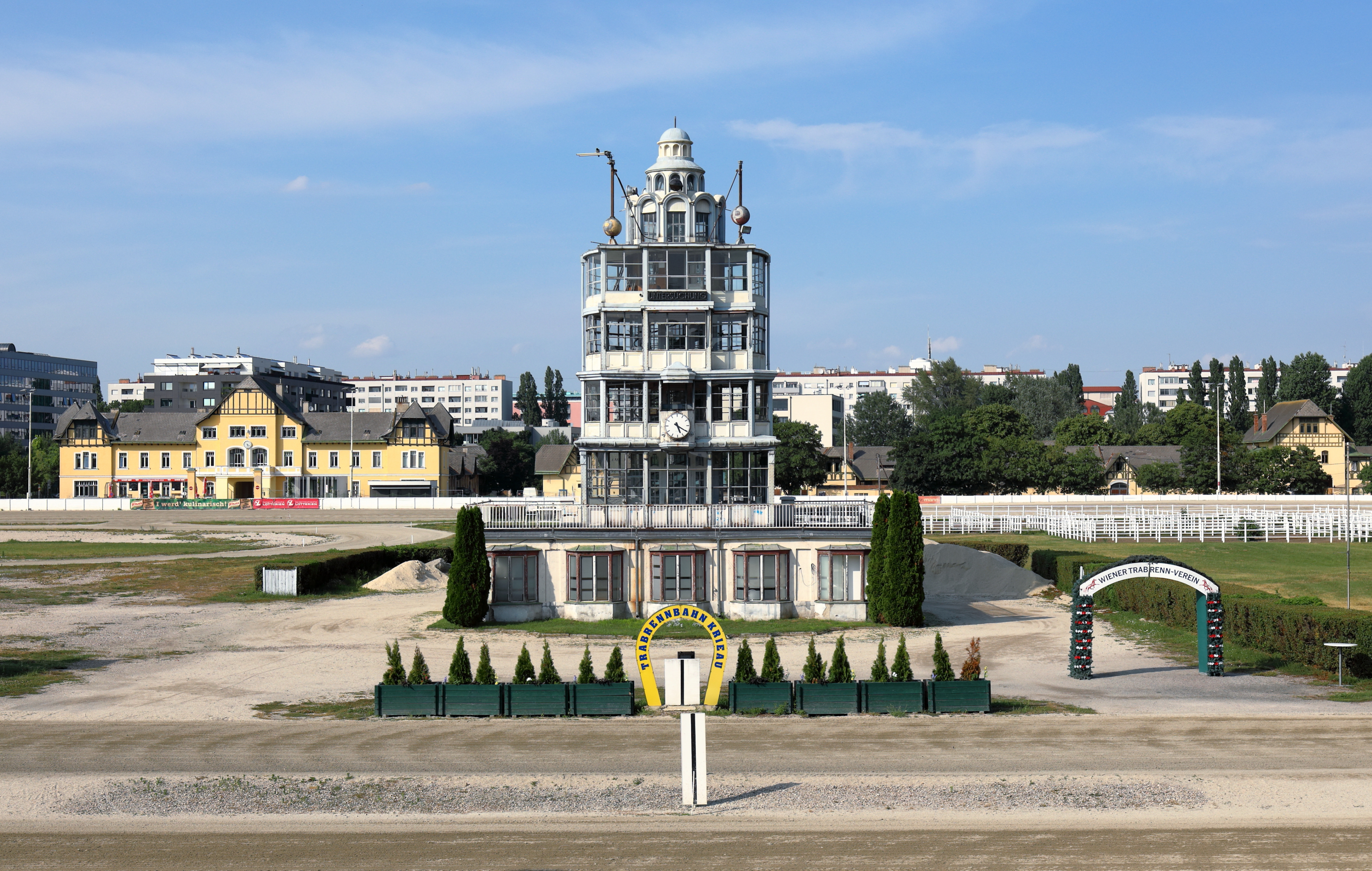
Der Zielrichterturm mit dem dahinterliegenden Verwaltungsgebäude und Stallungen

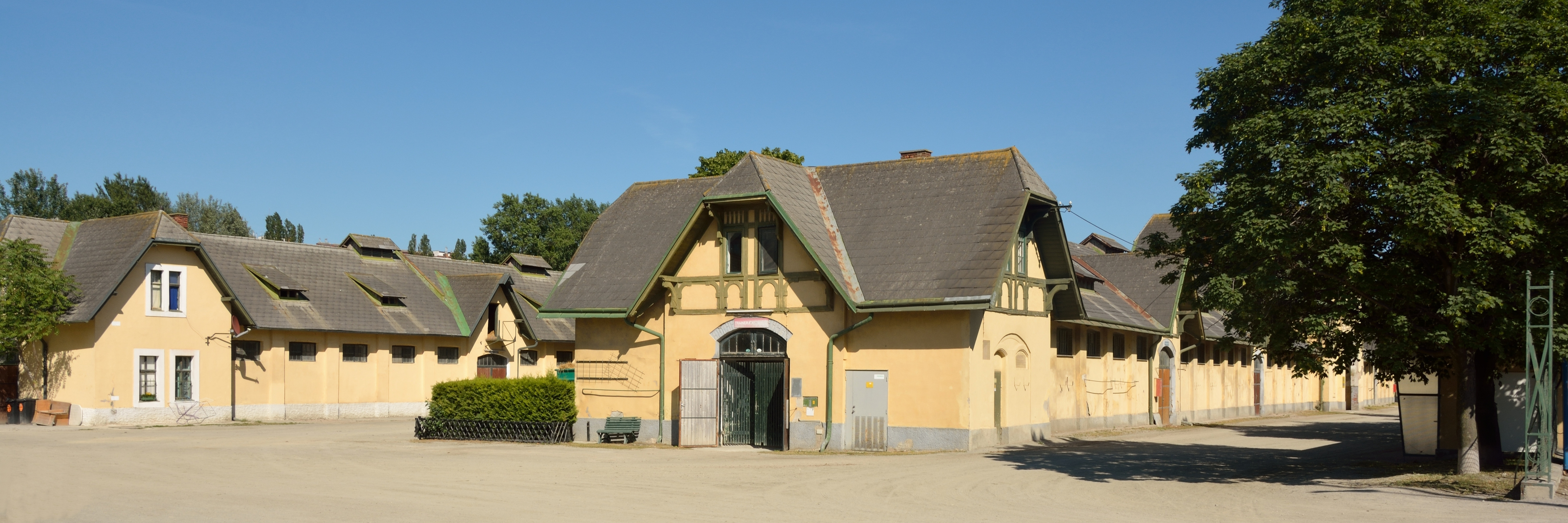
Die Stallungen

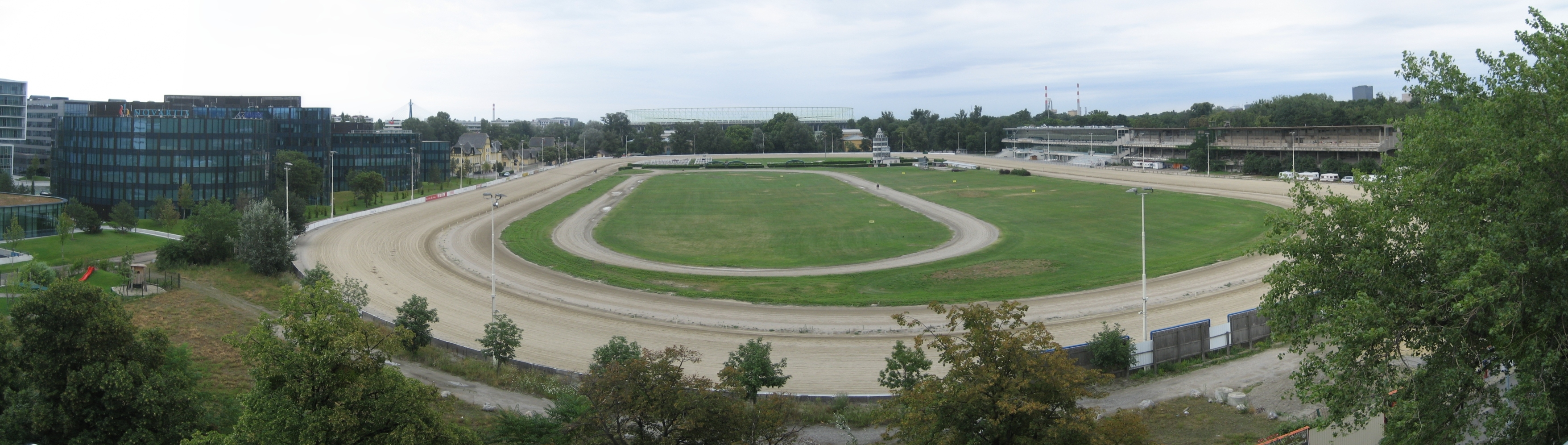
Trabrennbahn Krieau im Jahr 2011

Die Trabrennbahn Krieau ist eine 1878 eröffnete Anlage für den Trabrennsport im 2. Wiener Gemeindebezirk Leopoldstadt.

## Anlage

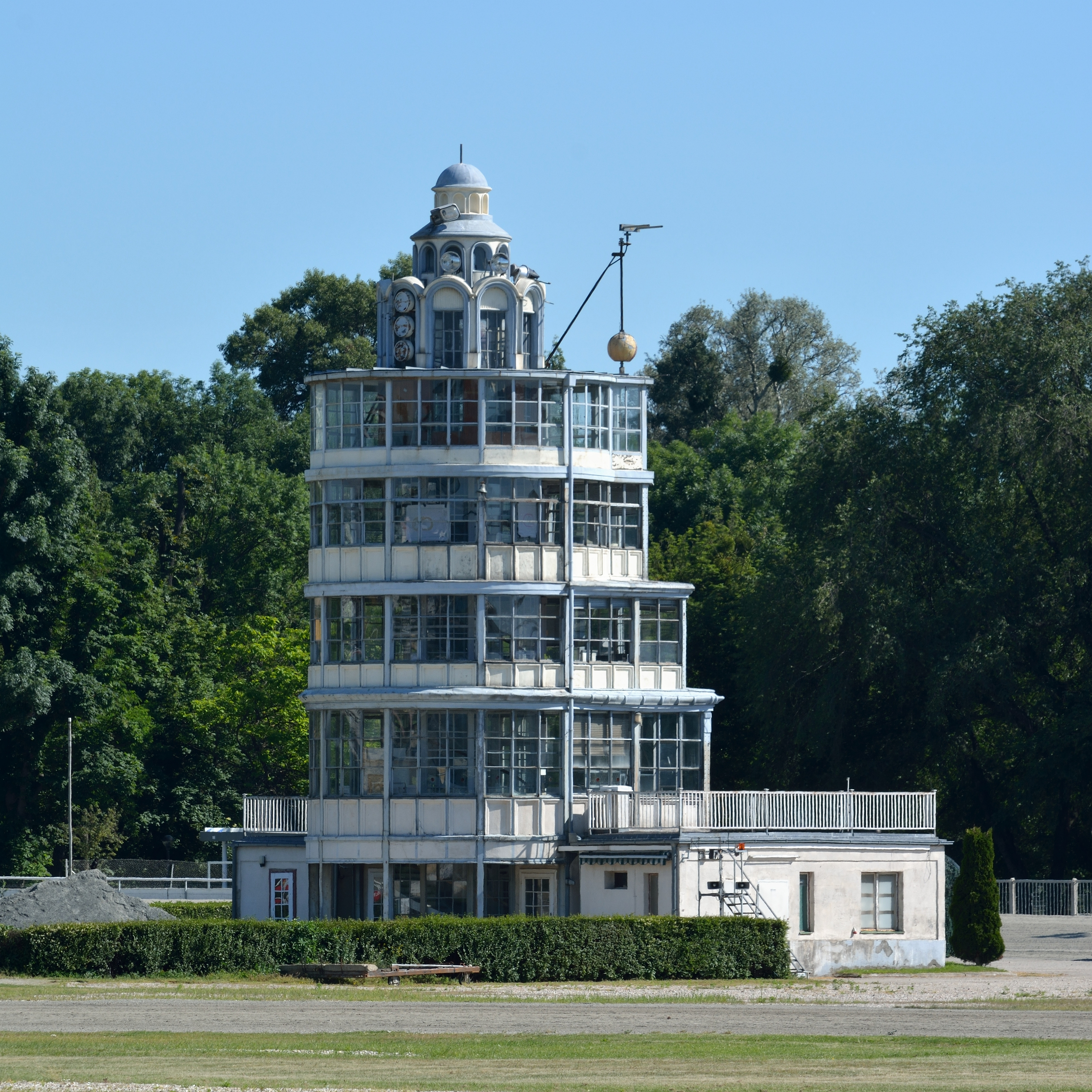
Zielrichterturm (2014)

Die Trabrennbahn befindet sich in der namensgebenden Krieau (Krie-Au), einem Teil des Wiener Praters. Sie hat eine Länge von 1000 Metern und eine Breite von acht Pferden je Startreihe. Ihr Belag ist Sand.
Die in den 1910er Jahren erbauten Tribünen sind sachlich gestaltete, dreigeschoßige Stahlbetonbauten. Auf der Ehrentribüne sind bunte Majolika-Reliefs im Stil der Wiener Werkstätte angebracht. Gegenüber befindet sich ein Verwaltungsgebäude mit Fachwerk-Elementen, das Ende des 19. Jahrhunderts errichtet wurde.
Der Zielrichterturm (auch Richterturm) ist ein fünfgeschoßiger Stahlskelettbau, der von einem dreigeschoßigen, laternenförmigen Aufbau bekrönt wird. Auf dem Turm befinden sich zwei Kugeln, denen ehedem beim Zieleinlauf eine wichtige Funktion zukam: Wurde das Ergebnis von der Rennleitung als korrekt befunden, so wurde die mit „R“ (für „Richtig“) beschriftete gelbe Kugel aufgezogen. War hingegen eine Untersuchung erforderlich, so wurde die mit „P“ (für „Protest“) beschriftete rote Kugel aufgezogen. Mittlerweile gibt es stattdessen eine Neonanzeige.

## Geschichte

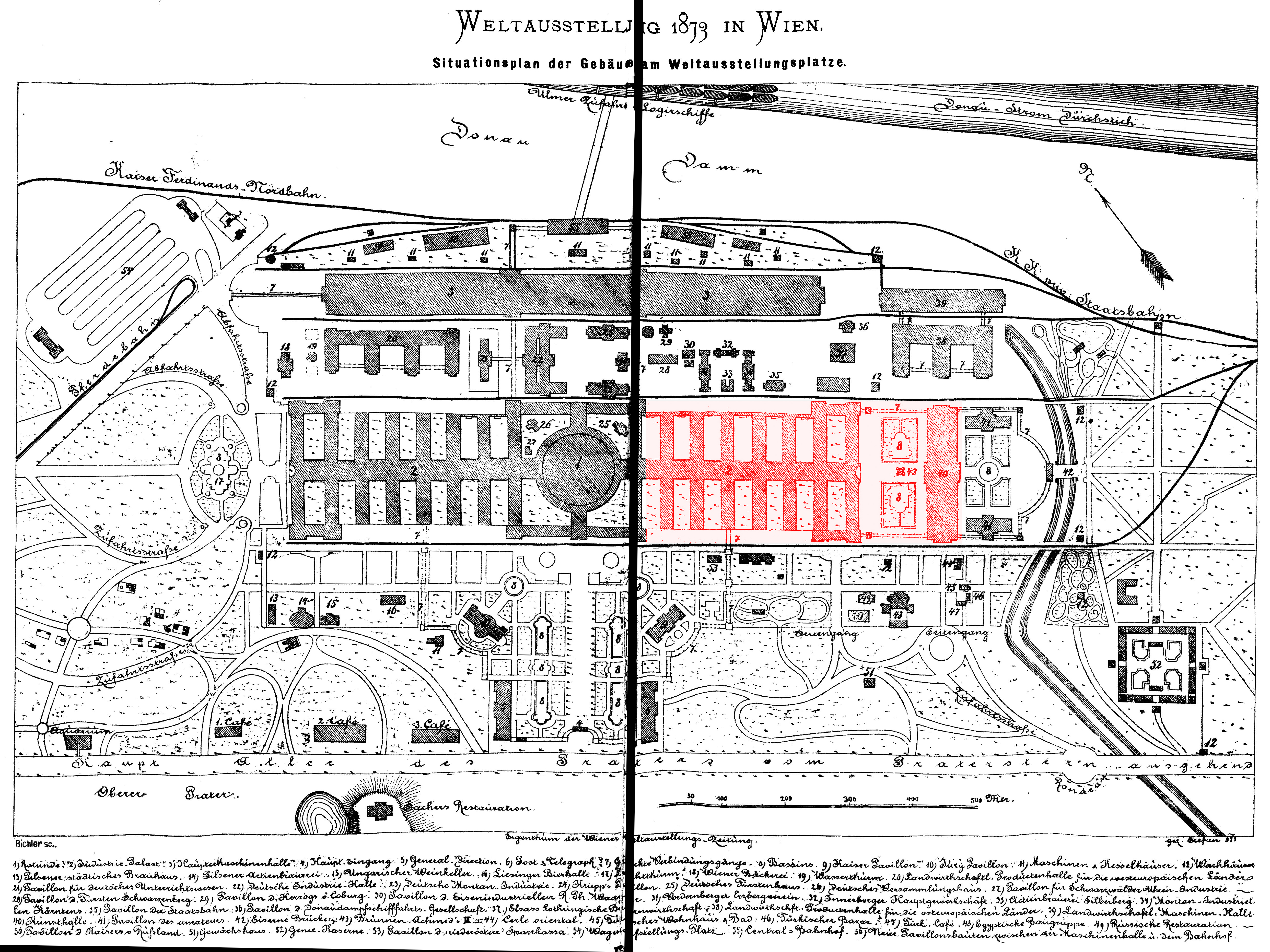
Späteres Trabrennplatz-Gelände im Lageplan von Rotunde/Industriepalast, 1873

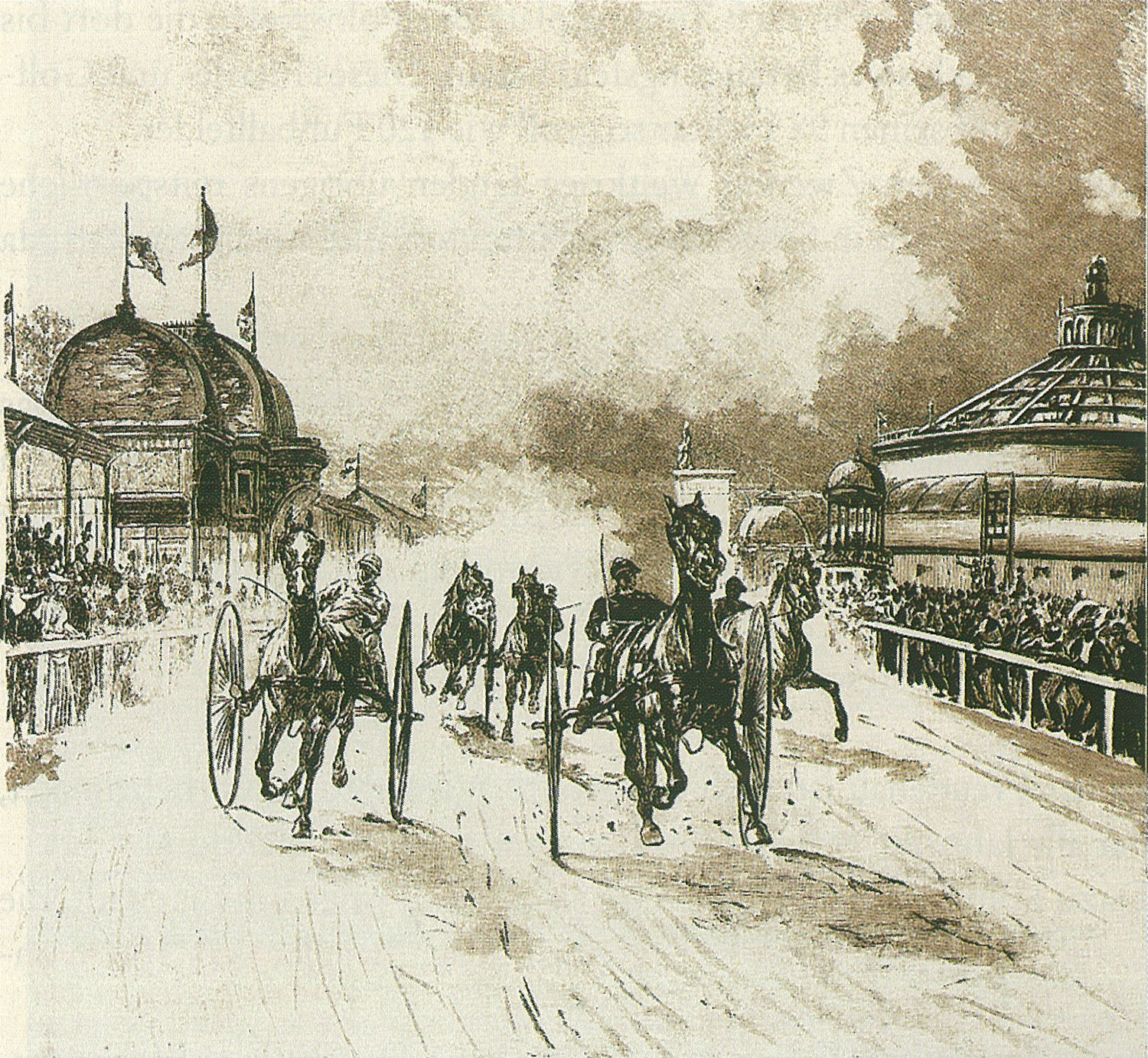
Trabrennbahn Krieau, Zeichnung aus dem Jahr 1888

Platz und Bahn haben ihren mittelbaren Ursprung in der von 18. bis 27. September 1873 veranstalteten Internationalen Pferdeausstellung, innerhalb der am 22. September 1873 ein Internationales Trab-Wettfahren stattfand. Austragungsort war die für diesen Anlass gesperrte Prater-Hauptalle. Die Verantwortlichen für die Organisation des Renntages waren im Wesentlichen jene Persönlichkeiten, die ein Jahr später den Trabrenn-Verein ins Leben rufen sollten.
Im April 1874 wurde unter dem Protektorat von Oberststallmeister Karl Ludwig von Grünne (1808–1884) der Trabrenn-Verein zur Förderung der Pferdezucht in Österreich-Ungarn gegründet (Präsident: Kálmán Hunyady de Kéthely, 1828–1901). Der Vereinszweck zielte nicht nur auf die Veranstaltung von Trabrennen, sondern auch auf Ausstellungen, Prämierungen von Zuchtmaterial sowie auf die Unterstützung bestehender Trabrennplätze. Sitz des Vereins war Wien.
Am Freitag, dem 29. Mai 1874, liefen im k.k. Prater zwischen 9 und 13 Uhr die ersten Rennen des Vereins. Anders als bei ähnlichen Veranstaltungen zuvor, wurde für den Wettbewerb die Hauptallee in ihrer gesamten Länge genutzt. In Anwesenheit von Erzherzog Wilhelm (1827–1894) gab es Durchgänge für Ein- und Zweispänner, zwei- und vierrädrige Wagen sowie ein Trabwettfahren für zweispännige nummerirte Fiaker. Die Rennen wurden nächst dem Lusthaus gestartet, die Distanzen betrugen 4422 bzw. 8844 Meter. Bei der Zeitmessung wurde Telegrafie eingesetzt. Für das Publikum nachteilig war die Sperre des angrenzenden Praterareals und dass es dem linearen Renngeschehen nur in Abschnitten folgen konnte. Über die Jahre entstanden dem Verein durch den jeweils anlassbezogenen Aufbau von Tribünen erhebliche Kosten.
Am 15. November 1875 begann der Abriss der an den Zentralbau Rotunde anschließenden Seitenpavillons des für die Weltausstellung 1873 errichteten Industriepalastes. Der sich ab dem Ostportal der Rotunde erstreckende, frei gewordene Raum wurde in der Folge dem Trabrennverein zur Anlage des Rennplatzes überlassen. Die Trabrennbahn Krieau wurde – als stabile Bahn – am 29. September 1878 eröffnet. Sie zählt – wie das Hippodrom Moskau – zu den ältesten europäischen Pferderennbahnen. Im Herbst 1879 wurde vonseiten des Trabrennvereins die Initiative gesetzt, das nach wie vor unplanierte Innere der Bahn in einen Zustand zu bringen, der es der Gesellschaft zur Prämiirung guter Campagne-Reiter erlaubt, Reitvorführungen abzuhalten.
1882 wurde die erste Tribüne erbaut. Die Reformideen des Sport- und Militärjournalisten Viktor Silberer (1846–1924) trugen zur Popularisierung des Trabrennsports bei. Das erste Traber-Derby in der Krieau fand 1884 statt, in die Wege geleitet und reglementiert 1882 vom Direktorium des Trabrennvereins. Zwischen 1885 und 1887 wurden umfangreiche Anpassungen nach den Plänen von Anton und Josef Drexler vorgenommen.
Von 1911 bis 1913 erfolgte ein Neubau der Tribünen nach Plänen der Architekten Emil Hoppe, Marcel Kammerer und Otto Schönthal. In der Zeit nach dem Ersten Weltkrieg war der Großgrundbesitzer und Politiker Ernst Rüdiger von Starhemberg Präsident des Trabrenn-Vereins. 1919 wurde der Zielrichterturm errichtet. Starhembergs gleichnamiger Sohn hatte während der Zeit des Austrofaschismus führende Funktionen inne, 1933 war die Anlage Schauplatz der Trabrennplatzrede, in der Engelbert Dollfuß seine Pläne für den Umbau des politischen Systems Österreichs darlegte. Ende des Zweiten Weltkriegs war der Rennbetrieb vorübergehend eingestellt. Die Bombenschäden an der Anlage konnten rasch beseitigt werden und bereits im November 1945 fand wieder ein Rennen in der Krieau statt.
Von 1949 bis zu seinem Tod im Jahr 1981 war der Unternehmer Manfred Mautner Markhof senior Präsident des Wiener Trabrenn-Vereins. In seine Amtszeit fällt der Umbau von 1960/1961, bei der unter anderem die Haupttribüne verglast wurde.

## Die Trabrennbahn heute

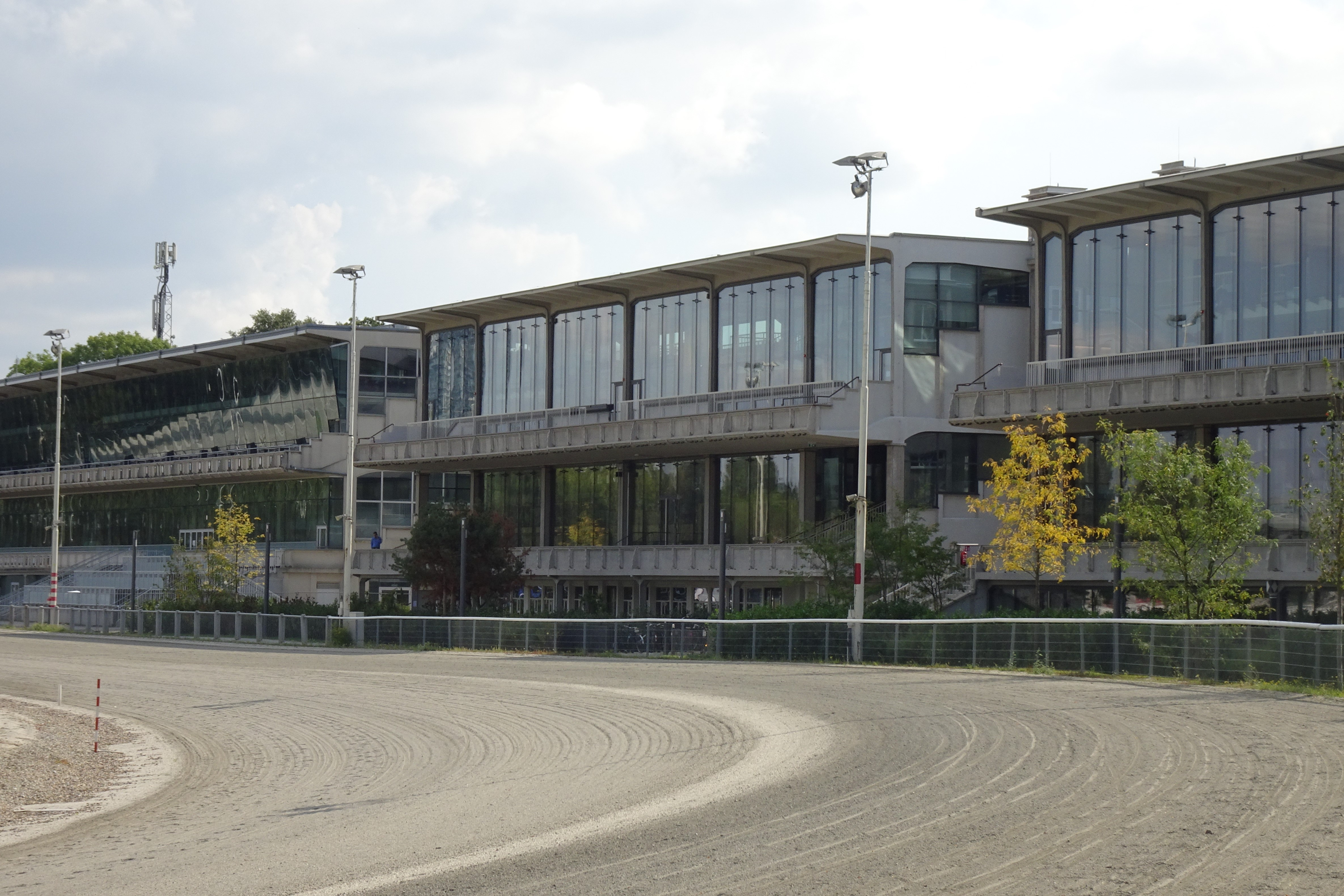
Die Tribünen (Zustand 2021)

Um die Jahrtausendwende wurde die Trabrennbahn renoviert. Ab 2004 war der Politiker Anton Gaál Präsident des Wiener Trabrenn-Vereins. 2017 folgte ihm Peter Truzla in dieser Funktion nach.
In den Jahren 2007–2010 entstand in der Krieau mit dem Viertel Zwei ein neues Büro- und Wohnviertel. In den 2010er-Jahren wurde das Viertel Zwei nochmals erweitert, wobei großteils auf der Fläche der Trabrennbahn weitere Büroflächen, sowie Wohnflächen für 1.800 Menschen entstehen. Im Osten werden die Stallungen bis zur Meiereistraße renoviert und für eine kommerzielle Nutzung adaptiert. Die Tribünen wurden renoviert. Die Tribüne 1 blieb in ihrer Funktion erhalten, die Tribünen 2 und 3 wurden für eine gewerbliche Nutzung adaptiert. Die Architektenwettbewerbe wurden im Mai 2014 abgeschlossen, mit den Bauarbeiten wurde 2015 begonnen.  Im Bereich der U-Bahn-Station Krieau entsteht ein größeres Wohnbauprojekt, das auch ein zu den Stallungen gehörendes kleineres Gebäude umfassen wird, das zu einem Geschäftslokal umgebaut wird.
2007 wurde das Gelände um die Trabrennbahn von der Stadt Wien an ein Privatunternehmen verkauft, die Rennbahn selbst gelangte erst 2018 in privates Eigentum. Die Bahn wurde dem Trabrennverein auf 25 Jahre in Pacht überlassen.
Die Bahn mit dem Zielrichterturm, die Tribünen sowie das Verwaltungsgebäude stehen unter Denkmalschutz, 2021 wurde für die Stallungen zusätzlich die bauliche Schutzzone Stallungen Krieau definiert.
Der Wiener Trabrennverein veranstaltet jährlich ca. 20 Renntage mit rund 200 Rennen, es werden dabei Rennpreisgelder in Höhe von über einer Million Euro ausgeschüttet.